# Барановка (Орловская область)
Барановка — деревня в Свердловском районе Орловской области. Входит в состав Кошелёвского сельского поселения. Население — 54 чел. (2010).

## География
Деревня расположена на берегу реки Лозавец и её запруды.
Уличная сеть представлена тремя объектами: Садовый переулок, Запрудная улица и Центральная улица.
Географическое положение: в 15 километрах от районного центра — посёлка городского типа Змиёвка, в 41 километре от областного центра — города Орёл и в 364 километрах от столицы — Москвы.

## Население
| 2002 | 2010 |
| ---- | ---- |
| 109  | ↘54  |

## Транспорт
Автодорога регионального значения Кощелево — Барановка.